# Cesare Gallea
Cesare Gallea (Torino, 23 settembre 1917 – Torino, 11 febbraio 2008) è stato un calciatore e allenatore di calcio italiano.

## Carriera

Gallea (a sinistra) al Torino, assieme a Ossola (a destra) e all'allenatore Janni (al centro).

Gallea crebbe nei Balon Boys del Torino e debuttò in prima squadra nella stagione 1935-36, vincendo subito la Coppa Italia del 1936. Nel Torino disputò nove stagioni vincendo una seconda Coppa Italia nel 1942-43 e, nella stessa stagione, lo scudetto. Andò a formare assieme a Federico Allasio e Giacinto Ellena il leggendario centrocampo detto "delle sei L".
Giocò un'unica partita in Nazionale, a Oslo il 27 maggio 1937 (Norvegia-Italia 3-1). Gallea aveva allora diciannove anni ed è tuttora uno dei pochi giocatori ad aver debuttato in nazionale prima dei vent'anni.
Lasciato il Torino continuò a solcare i campi di Serie A con Brescia e Alessandria. Dopo il ritiro fu ingaggiato come allenatore da varie società, tra cui Carrarese, Modena, Messina e Lecce. Svolse poi anche l'attività di talent-scout per il Torino.
Fu uno dei fondatori dell'associazione "Ex Calciatori Granata", di cui è stato per molti anni il presidente; è morto nel 2008, a 90 anni.

## Statistiche

### Cronologia presenze e reti in nazionale
| Cronologia completa delle presenze e delle reti in nazionale ― Italia | Cronologia completa delle presenze e delle reti in nazionale ― Italia | Cronologia completa delle presenze e delle reti in nazionale ― Italia | Cronologia completa delle presenze e delle reti in nazionale ― Italia | Cronologia completa delle presenze e delle reti in nazionale ― Italia | Cronologia completa delle presenze e delle reti in nazionale ― Italia | Cronologia completa delle presenze e delle reti in nazionale ― Italia | Cronologia completa delle presenze e delle reti in nazionale ― Italia |
| Data                                                                  | Città                                                                 | In casa                                                               | Risultato                                                             | Ospiti                                                                | Competizione                                                          | Reti                                                                  | Note                                                                  |
| --------------------------------------------------------------------- | --------------------------------------------------------------------- | --------------------------------------------------------------------- | --------------------------------------------------------------------- | --------------------------------------------------------------------- | --------------------------------------------------------------------- | --------------------------------------------------------------------- | --------------------------------------------------------------------- |
| 27-5-1937                                                             | Oslo                                                                  | Norvegia                                                              | 1 – 3                                                                 | Italia                                                                | Amichevole                                                            | -                                                                     |                                                                       |
| Totale                                                                |                                                                       | Presenze                                                              | 1                                                                     |                                                                       | Reti                                                                  | 0                                                                     |                                                                       |

## Palmarès
- Campionato italiano: 1

Torino: 1942-1943
- Coppa Italia: 2

Torino: 1935-1936, 1942-1943